# William Eggleston
William Eggleston (Memphis, 27 luglio 1939) è un fotografo statunitense, tra i primi a legittimare l'uso del colore nella fotografia d'arte.

## Biografia
Nato a Memphis, Tennessee e cresciuto a Sumner, Mississippi, William Eggleston frequenta il college alla Webb School di Bell Buckle, Tennessee, dove però non riesce ad integrarsi appieno, anche a causa della sua predisposizione verso il disegno e la musica.
In seguito frequenta due diverse università nel giro di due anni (la Vanderbilt University per un anno e la Delta State College per un semestre) prima di iscriversi alla University of Mississippi, che frequenterà per cinque anni senza però conseguire la laurea. Tuttavia è proprio in questo periodo, precisamente nel 1958, che acquista la sua prima Leica e comincia ad appassionarsi alla fotografia.

## Riconoscimenti
Nel 1998 ha vinto l'Hasselblad Award.